# Посредник Кейт
«Посре́дник Кейт», также известен как «Всё зако́нно» (англ. Fairly Legal) — американский телесериал, созданный Майклом Сардо и показываемый на телеканале USA Network. В главных ролях снялись Сара Шахи, Майкл Трукко, Вирджиния Уильямс, Барон Вон и Райан Джонсон. Премьера состоялась 20 января 2011 года. 2 мая 2011 года телеканал объявил, что шоу продлено на второй сезон, состоящий из 13 серий. Премьера второго сезона состоялась 16 марта 2012 года. 1 ноября 2012 года телеканал USA Network закрыл проект «из-за низких рейтингов».

## Сюжет
Кейт Рид является одним из лучших адвокатов в Сан-Франциско. Но её возмущают несправедливости судебной системы, которым она стала свидетелем. И тогда Кейт решает сменить карьеру адвоката на профессию посредника по разрешению спорных ситуаций, начав работать в юридической фирме, которую основал её отец. А после недавней смерти отца, дела фирмы вместе с бизнесом достаются Кейт.

## В ролях
| Актёр               | Персонаж             | Эпизоды | Сезоны       | Сезоны       |
| Актёр               | Персонаж             | Эпизоды | 1            | 2            |
| ------------------- | -------------------- | ------- | ------------ | ------------ |
| Сара Шахи           | Кейт Рид             | 23      | Регулярно    | Регулярно    |
| Майкл Трукко        | Джастин Патрик       | 23      | Регулярно    | Регулярно    |
| Вирджиния Уильямс   | Лорен Рид            | 23      | Регулярно    | Регулярно    |
| Барон Вон           | Леонардо Принц       | 23      | Регулярно    | Регулярно    |
| Райан Джонсон       | Бен Гроган           | 13      |              | Регулярно    |
| Джеральд Макрейни   | Судья Дэвид Никастро | 5       | Периодически | Периодически |
| Ричард Дин Андерсон | Дэвид Смит           | 4       | Периодически |              |
| Итан Эмбри          | Спенсер Рид          | 3       | Периодически |              |
| Дейвон Вейгель      | Ким                  | 3       | Периодически |              |
| Эсай Моралес        | Аарон Дэвидсон       | 6       | Гость        | Периодически |

## История создания
Информация о разработке сериала впервые появилась на сайте USA Network в августе 2009 года под рабочим названием «Всё законно». Создателем и сценаристом телесериала является Майкл Сардо, который также исполняет обязанности исполнительного продюсера. Кастинг начался в конце октября, и тогда же Сара Шахи была утверждена на главную роль Кейт Рид. Майкл Трукко и Вирджиния Уильямс присоединились к актерскому составу в начале ноября.
75-минутный пилотный эпизод был срежиссирован Бронуэн Хьюз. 15 марта 2010 года сериалу был дан зелёный свет, и телеканал заказал производство ещё 11 эпизодов. Съёмки стартовали в июне в Ванкувере. В сентябре общее количество эпизодов сократилось с двенадцати до десяти серий из-за планировки показов.

### Музыка
Тема для заставки «The Yellow Brick Road Song» была написана поэтессой жанра spoken word и музыкантом Ииокой Окоавой. Песня написана в соавторстве с продюсером Дэвидом Францем и является синглом из её альбома «Say Yes».

## Приём критиков
Пилотный эпизод сериала привлек 3,9 миллиона зрителей. Рейтинг в категории 18-49 составил 1/3.

## Эпизоды
| Сезон | Сезон | Эпизоды | Оригинальная дата показа | Оригинальная дата показа |
| Сезон | Сезон | Эпизоды | Премьера сезона          | Финал сезона             |
| ----- | ----- | ------- | ------------------------ | ------------------------ |
|       | 1     | 10      | 20 января 2011           | 24 марта 2011            |
|       | 2     | 13      | 16 марта 2012            | 15 июня 2012             |

### Сезон 1 (2011)
| № общий | № в сезоне | Название                                    | Режиссёр         | Автор сценария                                             | Дата премьеры   | Произв. код | Зрители в США (млн) |
| ------- | ---------- | ------------------------------------------- | ---------------- | ---------------------------------------------------------- | --------------- | ----------- | ------------------- |
| 1       | 1          | «Pilot» «Пилот»                             | Бронуэн Хьюз     | Майкл Сардо                                                | 20 января 2011  | FL101-75    | 3,88                |
| 2       | 2          | «Priceless» «Бесценный»                     | Энди Уолк        | Майкл Сардо                                                | 27 января 2011  | FL102       | 4,10                |
| 3       | 3          | «Benched» «Ступеньки»                       | Джон Шоуолтер    | Аарон Трейси                                               | 3 февраля 2011  | FL103       | 3,67                |
| 4       | 4          | «Bo Me Once» «Прогони меня единожды»        | Антон Кроппер    | История: Линда Барстин Телесценарий: Жан Нэш и Майкл Сардо | 10 февраля 2011 | FL104       | 3,47                |
| 5       | 5          | «The Two Richards» «Два Ричарда»            | Пол Нолан        | Жан Нэш                                                    | 17 февраля 2011 | FL105       | 3,22                |
| 6       | 6          | «Believers» «Верующие»                      | Трисия Брок      | Джим Адлер                                                 | 24 февраля 2011 | FL106       | 3,06                |
| 7       | 7          | «Coming Home» «Возвращение домой»           | Стивен ДеПол     | Джим Адлер                                                 | 3 марта 2011    | FL107       | 3,21                |
| 8       | 8          | «UltraVinyl» «УльтраВинил»                  | Роберт Берлингер | Блэр Сингер                                                | 10 марта 2011   | FL108       | 2,81                |
| 9       | 9          | «My Best Friend's Prenup» «Мой лучший друг» | Винсент Мисиано  | Бен Ли                                                     | 17 марта 2011   | FL109       | 4,04                |
| 10      | 10         | «Bridges» «Мосты»                           | Питер Маркл      | Жан Нэш и Майкл Сардо                                      | 24 марта 2011   | FL110       | 4,08                |

### Сезон 2 (2012)
| № общий | № в сезоне | Название                                   | Режиссёр       | Автор сценария                  | Дата премьеры  | Произв. код | Зрители в США (млн) |
| ------- | ---------- | ------------------------------------------ | -------------- | ------------------------------- | -------------- | ----------- | ------------------- |
| 11      | 1          | «Satisfaction» «Сатисфакция»               | Антон Кроппер  | Питер Око                       | 16 марта 2012  | FL201       | 3,50                |
| 12      | 2          | «Start Me Up» «Начните с меня»             | Энди Волк      | Роб Фреско                      | 23 мартя 2012  | FL202       | 3,36                |
| 13      | 3          | «Bait & Switch» «Наживка и коммутатор»     | Кен Джиротти   | Джоанна Джонсон                 | 30 марта 2012  | FL203       | 2,77                |
| 14      | 4          | «Shine a Light» «Да будет свет»            | Аллан Крокер   | Джейми Пачино                   | 6 апреля 2012  | FL204       | 2,91                |
| 15      | 5          | «Gimme Shelter» «Укрытие»                  | Питер Лоэр     | Таня Баттачарья и Али Лавентоль | 13 апреля 2012 | FL205       | 2,83                |
| 16      | 6          | «What They Seem» «Кем они кажутся»         | Антон Кроппер  | Том Донахи                      | 20 апреля 2012 | FL206       | 2,92                |
| 17      | 7          | «Teenage Wasteland» «Подростковая пустошь» | Таня МакКирнан | Иш Голдштейн                    | 27 апреля 2012 | FL207       | 2,55                |
| 18      | 8          | «Ripple of Hope» «Пульсация надежды»       | Питер Маркл    | Роберт Нэйтан                   | 4 мая 2012     | FL208       | 2,67                |
| 19      | 9          | «Kiss Me, Kate» «Поцелуй меня, Кейт»       | Майкл Уоткинс  | Роджер Вульфсон                 | 11 мая 2012    | FL209       | 1,88                |
| 20      | 10         | «Shattered» «Изувеченный»                  | Энди Волк      | Джейми Пачино                   | 18 мая 2012    | FL210       | 2,61                |
| 21      | 11         | «Borderline» «Граница»                     | Мэттью Пенн    | Джоанна Джонсон                 | 1 июня 2012    | FL211       | 2,52                |
| 22      | 12         | «Force Majeure» «Форс-мажор»               | Питер Маркл    | Питер Око                       | 8 июня 2012    | FL212       | 2,65                |
| 23      | 13         | «Finale» «Финал»                           | Антон Кроппер  | Питер Око                       | 15 июня 2012   | FL213       | 2,48                |